# برتقالي
اللون البرتقالي هو لون مختلط بين الأحمر والأصفر في الطيف المرئي عند طول موجة بين 585 – 620 نانومتر. ويعتبر البرتقالي من الألوان الحارة.
اسمه مشتق من اسم فاكهة هي البرتقال.

## رمزية واستعمالات
- البرتقالي (أو زعفراني) هو لون مقدس عند الهندوس. ويرمز للنار المطهرة للجسم والروح.
- في الجمهورية الأيرلندية، يرمز إلى الديانة البروتستانتية.
- في أرمينيا، يرمز إلى زراعة فاكهة المشمش.
- ثورة برتقالية، رمز اللون إلى الحرية السياسية. وهذا في أوكرانيا وغيرها.
- عند الغرب، يرمز البرتقالي للطاقة، حيث أن البرتقالي هو لون الشمس أيضا.
- كون البرتقالي اللون الأكثر وضوحا فإنه يستعمل في إشارات والأضواء المرورية للتحذير من الأخطار. وأيضا كلون لبدلات عمال صيانة الطرقات
- اللون البرتقالي في المقاومات والمكثفات الكهربائية يقابل الرقم 3، والمكبر 1000.
- الحزام البرتقالي في الجودو والكاراتيه يوافق المرتبة 4.

## برتقالي

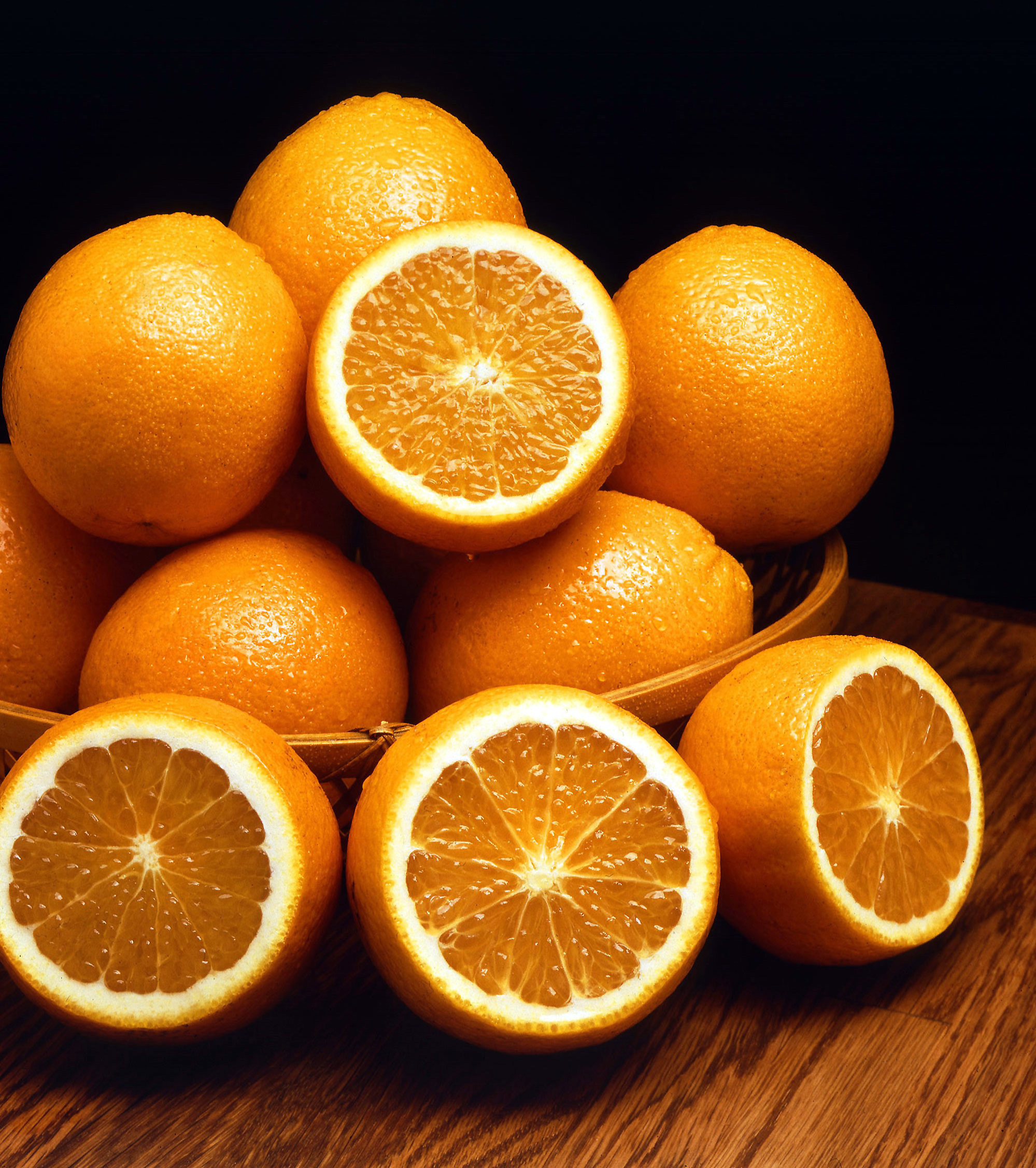
البرتقال
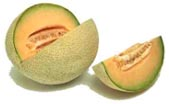
لب البطيخ
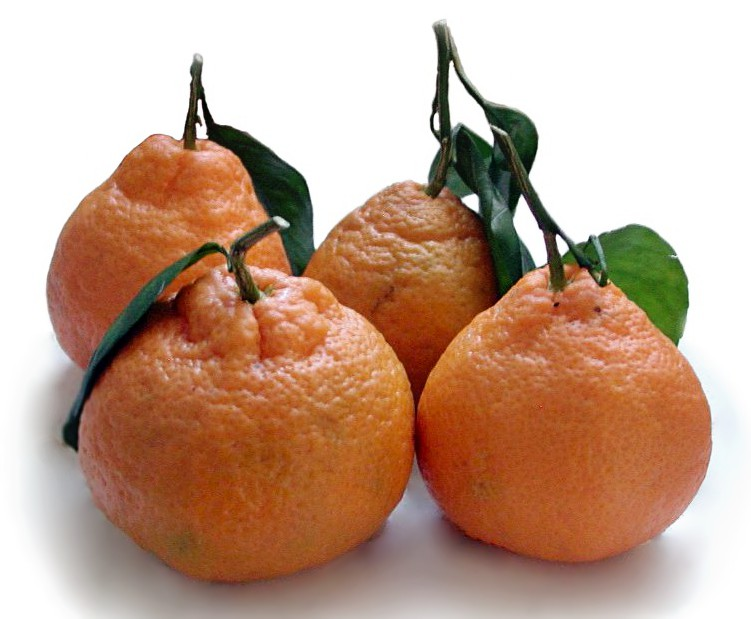
مندرين أو يوسفي
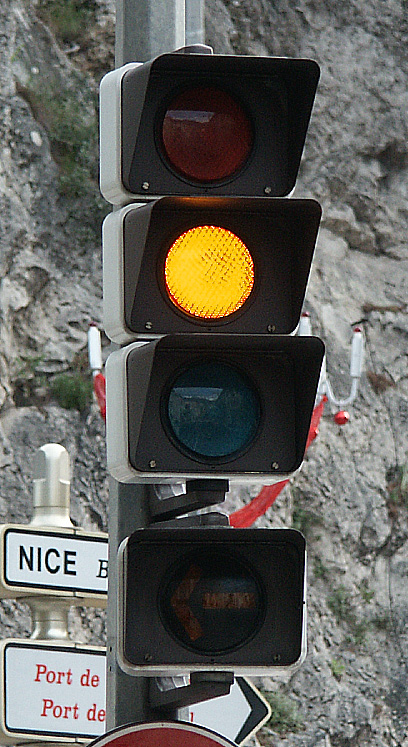
إشارة مرورية
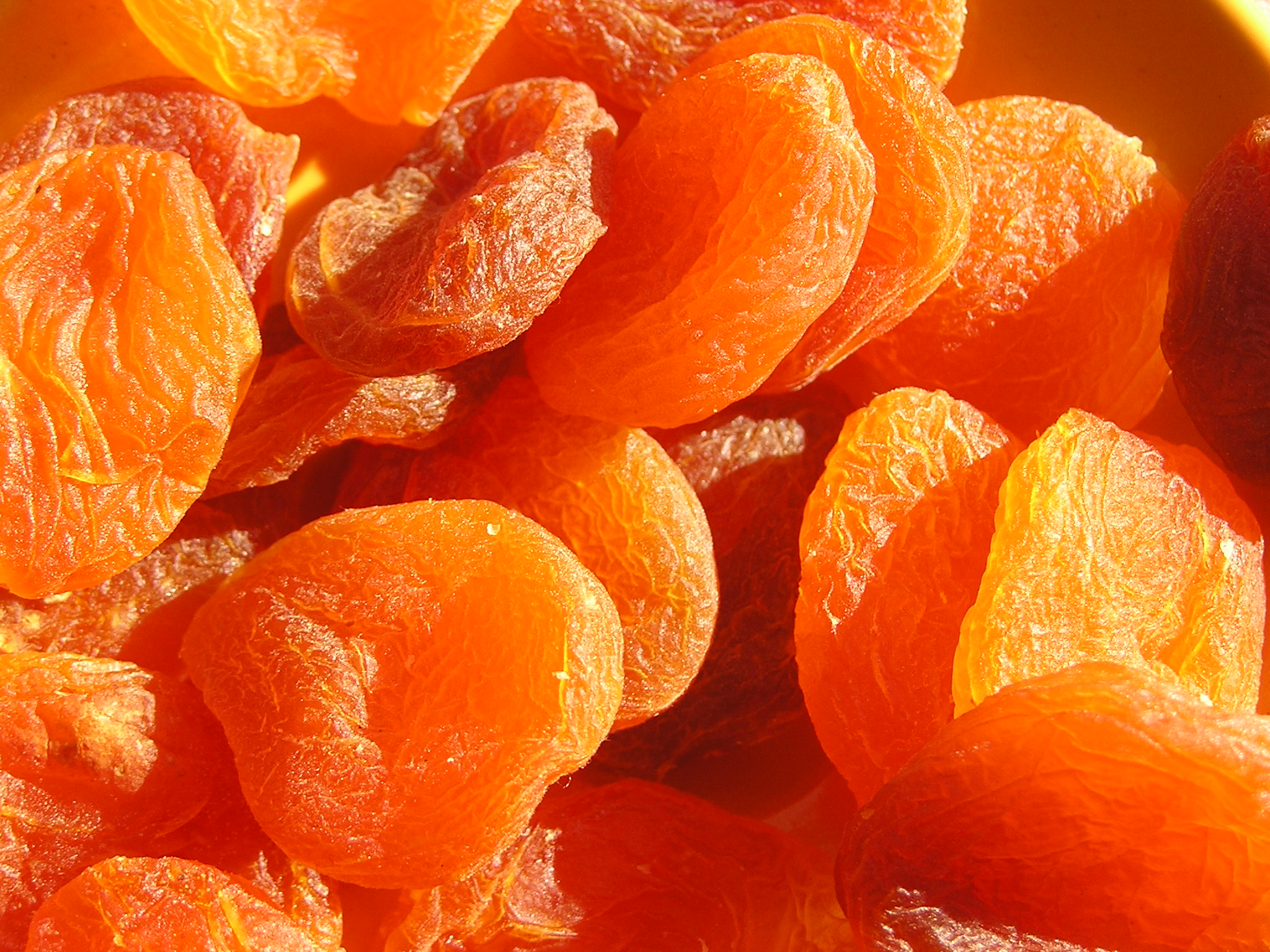
مشمش مجفف
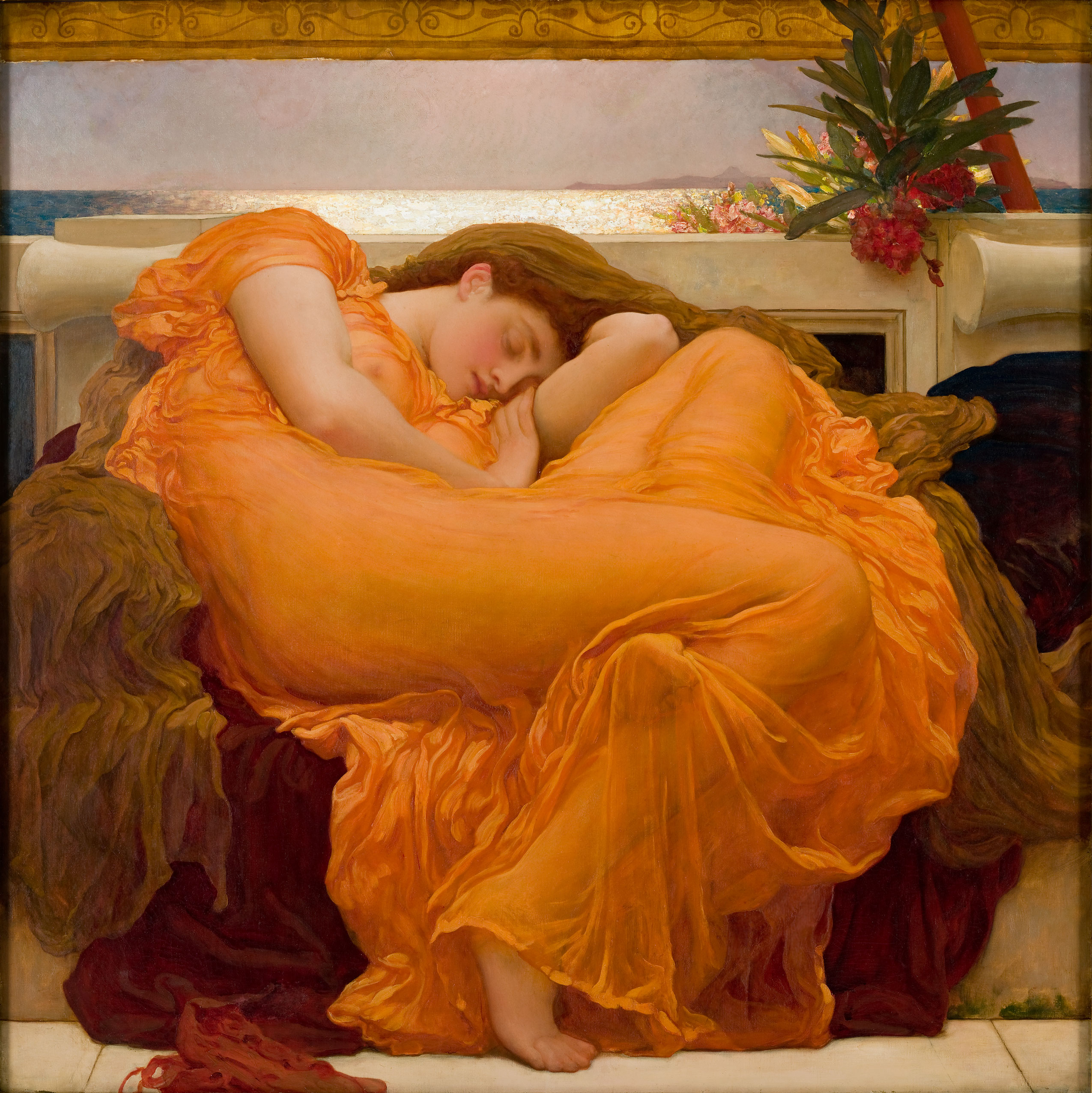
لوحة المشتعلة يونيو